# Opération des Nations unies en Somalie I

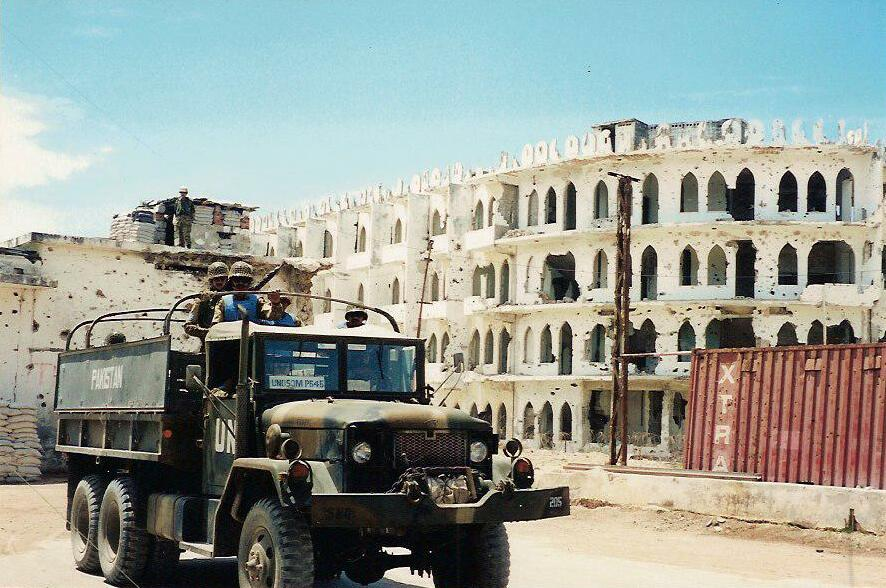
Convoi pakistanais de l'ONUSOM.

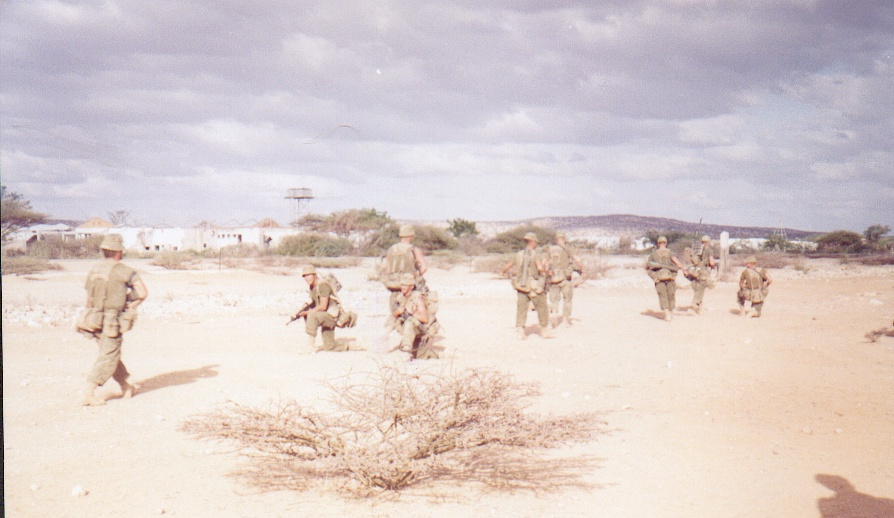
Militaires canadiens en Somalie en 1992.

L’Opération des Nations unies en Somalie I (ONUSOM I) est l’une des deux opérations des Nations unies visant à faciliter et sécuriser l’apport de l’aide humanitaire en Somalie, ainsi qu’à surveiller la mise en œuvre du cessez-le-feu de la guerre civile somalienne du début des années 1990. 
L’opération fut établie le 24 avril 1992 par la résolution 751 du Conseil de sécurité des Nations unies et fut en place jusqu’à ce que ses fonctions soit transférée à la mission UNITAF en décembre 1992. À la suite de la dissolution de l’UNITAF en mai 1993, la nouvelle mission des Nations unies en Somalie fut appelée ONUSOM II.

## Contexte
En 1991, la suite de l'escalade des violences en Somalie durant la guerre civile, les Nations unies et l'Organisation de l'unité africaine (OUA) connurent des difficultés dans leurs tentatives de réduction des souffrances causées à la population du fait du conflit. Sur les 4,5 millions de Somaliens, environ la moitié souffrait de maladies liées à la malnutrition ou la famine, principalement dans les zones rurales touchées par la sécheresse.
Un risque de malnutrition modérée touchait 1,5 million de personnes. Trois mille personnes décédèrent les premiers mois de 1992 et un autre million a fui le pays en tant que réfugiés.
Les Nations unies se sont engagées en Somalie au début des années 1991 quand les violences civiles commencèrent. Le personnel des Nations unies s'est retiré à plusieurs occasions à la suite d'escalades sporadiques de la violence. Une série de résolutions du Conseil de sécurité (733 et 746) et de visites diplomatiques permirent l'instauration d'un cessez-le-feu, signé à la fin du mois de mars 1992, entre les deux principales factions. Ces efforts furent soutenus par d'autres organisations internationales tels que l'OUA, la Ligue des États arabes et l'Organisation de la conférence islamique.

### Déploiement

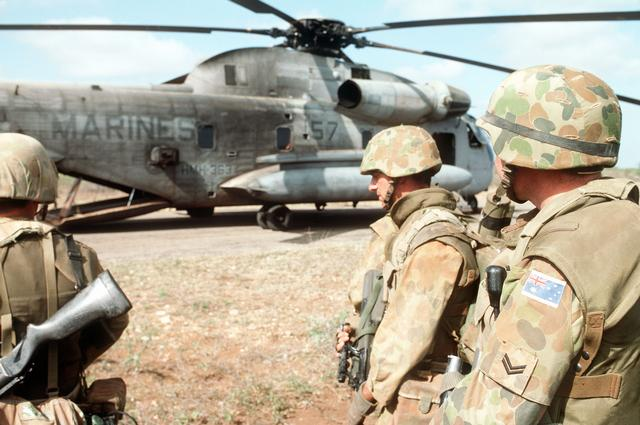
Soldats australiens se préparant à embarquer à bord d'une hélicoptère de l'United States Marine Corp.

## Déroulement

### Transition vers UNITAF
En novembre 1992, les États-Unis ont proposé d'établir une force multinationale sous sa direction pour sécuriser les opérations humanitaires. Cette proposition fut acceptée par le Conseil de sécurité et devint UNITAF qui était autorisée à utiliser « tous les moyens nécessaires » à assurer la protection des efforts humanitaires.

## Contingent
La résolution 751 autorisa l'envoi de 50 observateurs militaires, de 3 500 personnels de sécurité et jusqu'à 719 personnels de soutien militaire.

## Décoration
Le ruban de la médaille de l’ONUSOM est composé de cinq bandes : sable/jaune pâle (10 mm), vert pâle (2 mm), bleu ONU (10 mm), vert pâle (2 mm) et sable/jaune pâle (10 mm). Cette médaille est décernée pour 90 jours de service dans l'opération entre le 24 avril 1992 et le 30 avril 1993.

Ruban de la Médaille de l'ONUSOM

## Sources
- (en) Cet article est partiellement ou en totalité issu de l’article de Wikipédia en anglais intitulé « United Nations Operation in Somalia I » (voir la liste des auteurs).

## Compléments